# Macroglossini
I Macroglossini Harris, 1839 sono una tribù cosmopolita di lepidotteri appartenente alla sottofamiglia Macroglossinae della famiglia Sphingidae.

## Distribuzione
I numerosi generi compresi in questo taxon sono diffusi in tutti i continenti, e presentano talora marcati endemismi.

## Tassonomia

### Sottotribù e generi
Questo taxon comprende 2 sottotribù, con 56 generi, suddivisi in 668 specie:
- Sottotribù Choerocampina Grote & Robinson, 1865
  - Genere Basiothia Walker, 1856
  - Genere Cechenena Rothschild & Jordan, 1903
  - Genere Centroctena Rothschild & Jordan, 1903
  - Genere Chaerocina Rothschild & Jordan, 1903
  - Genere Deilephila Laspeyres, 1809
  - Genere Euchloron Boisduval, 1875
  - Genere Griseosphinx Cadiou & Kitching, 1990
  - Genere Hippotion Hübner, 1819
  - Genere Hyles Hübner, 1819
  - Genere Pergesa Walker, 1856
  - Genere Phanoxyla Rothschild & Jordan, 1903
  - Genere Rhagastis Rothschild & Jordan, 1903
  - Genere Rhodafra Rothschild & Jordan, 1903
  - Genere Theretra Hübner, 1819
  - Genere Xylophanes Hübner, 1819

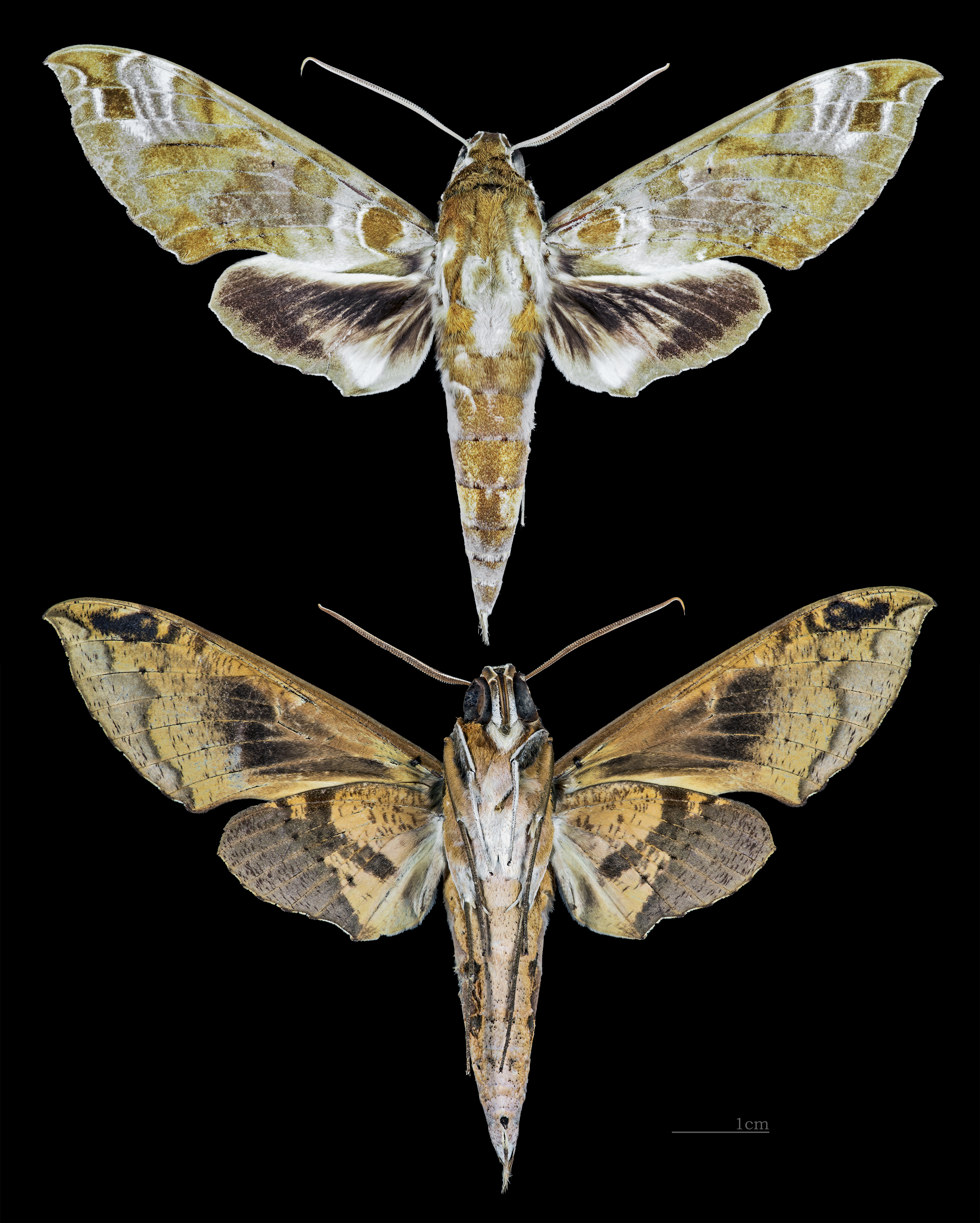
Cechenena
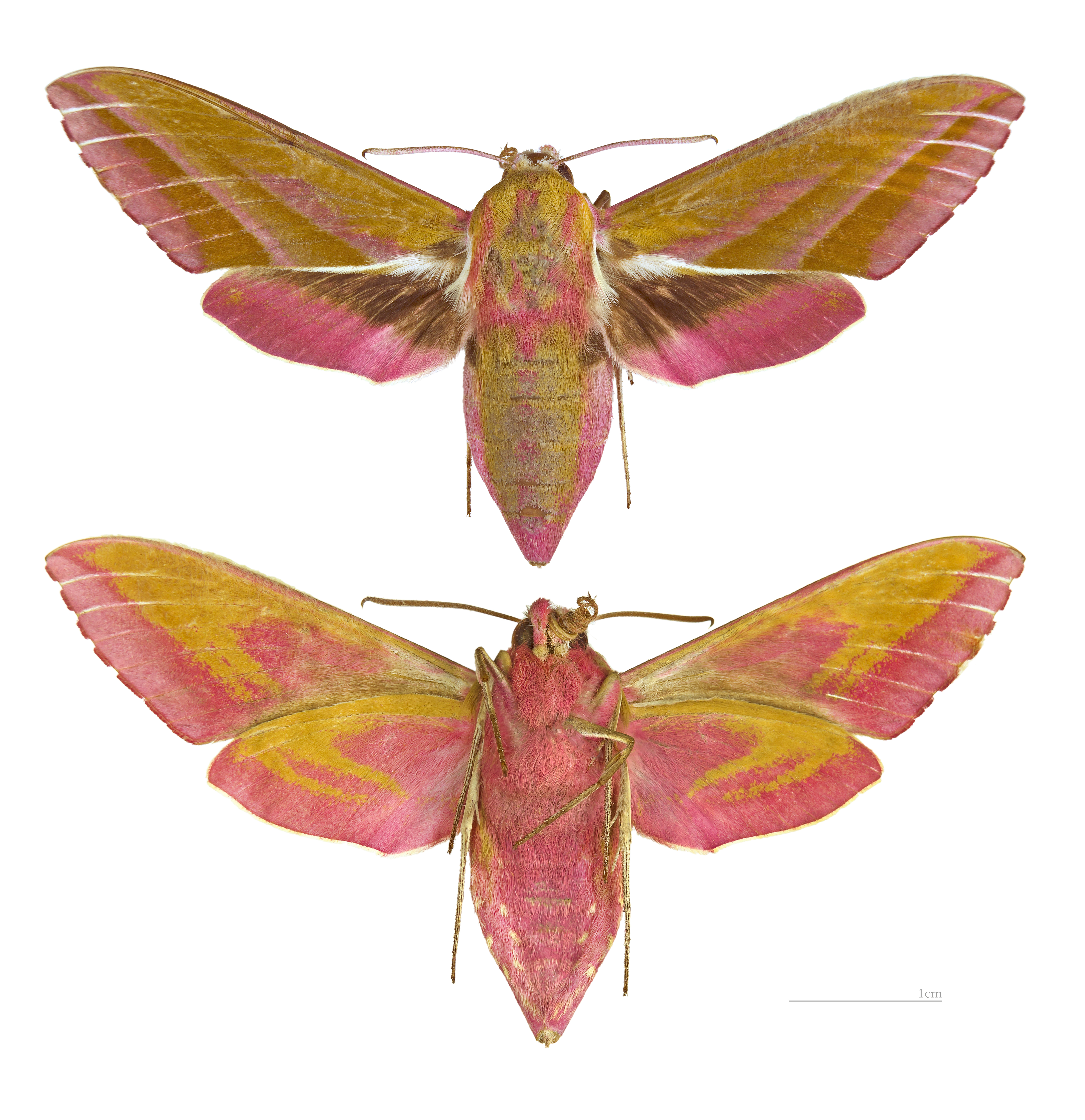
Deilephila
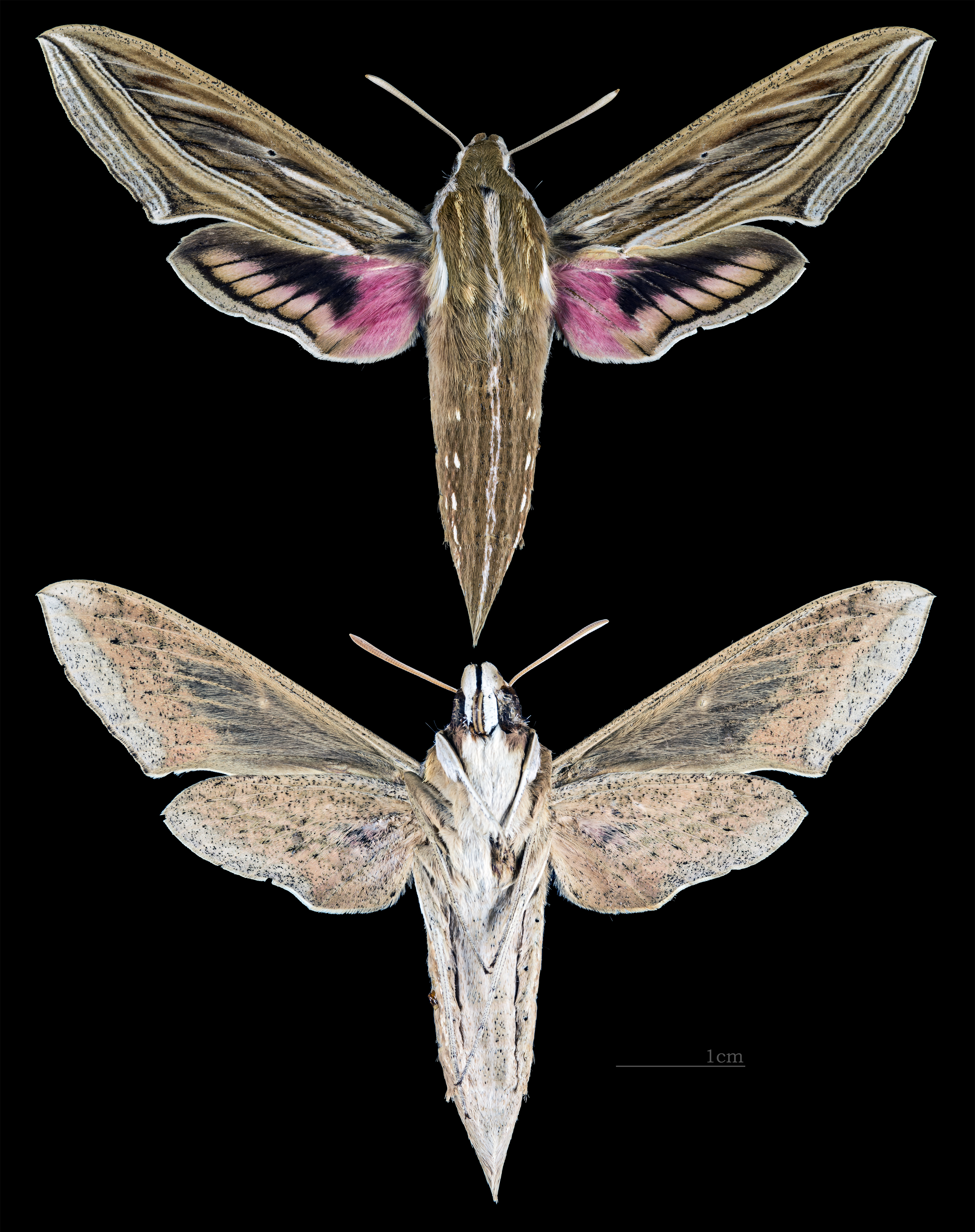
Hippotion
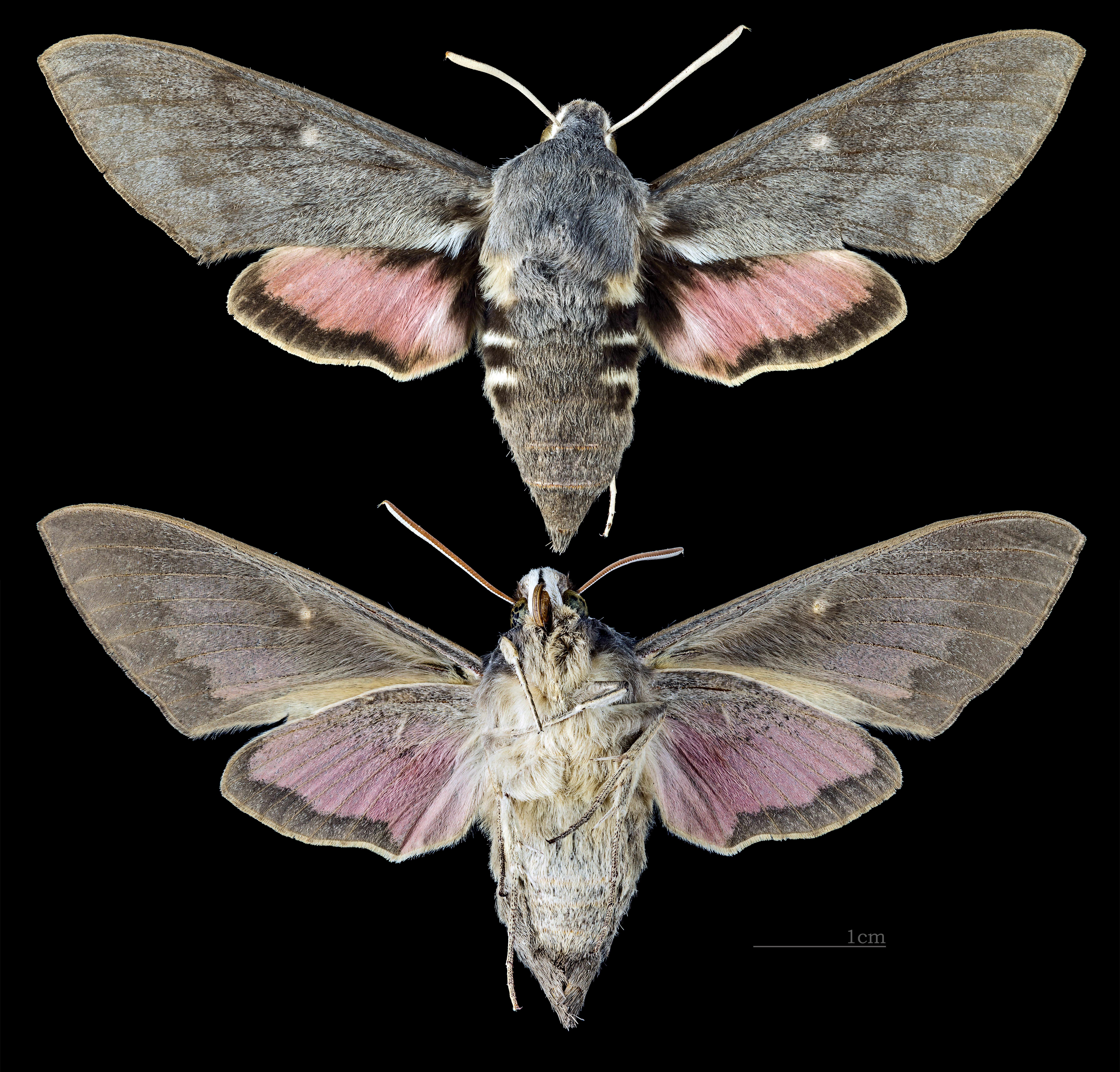
Hyles
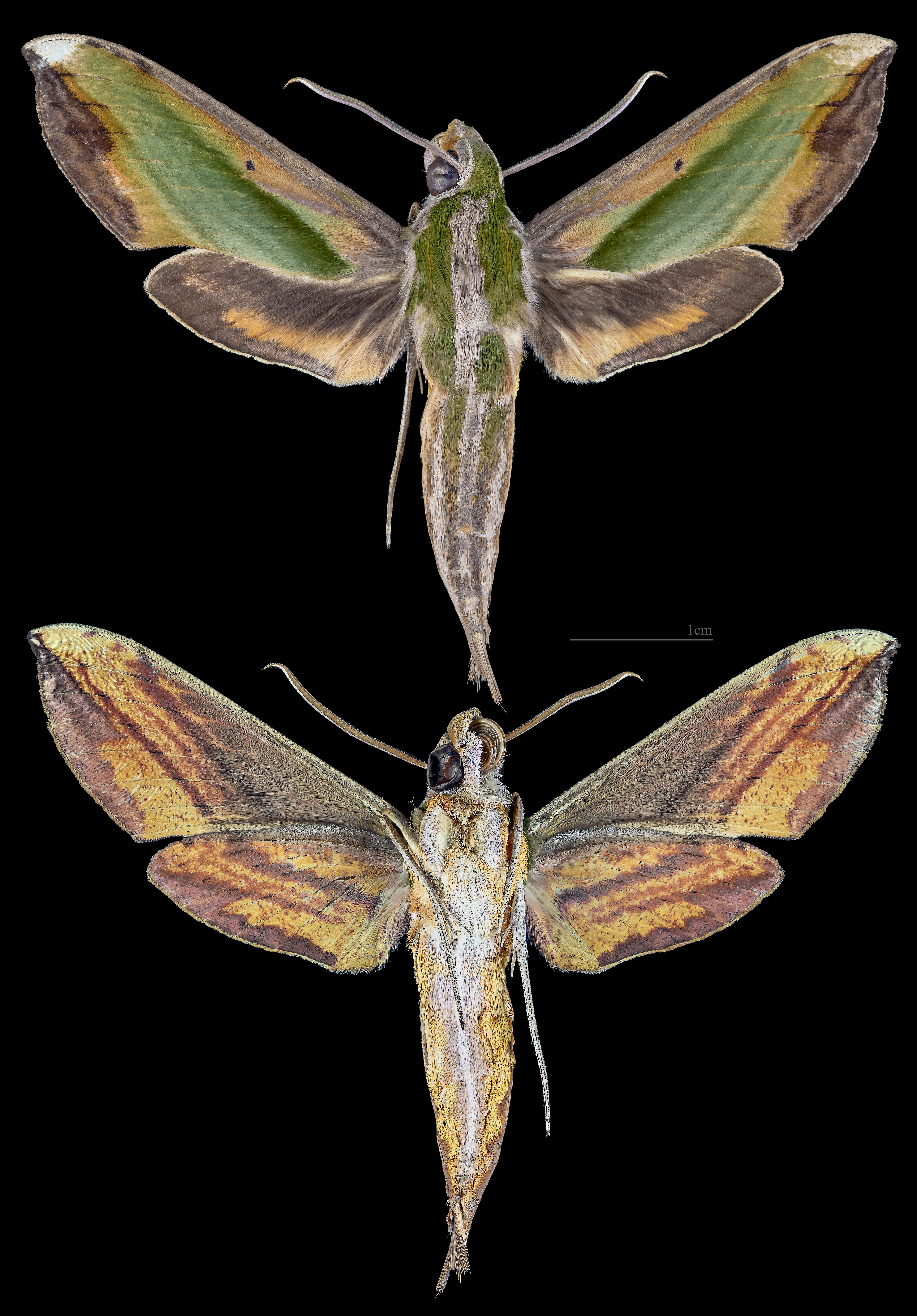
Pergesa
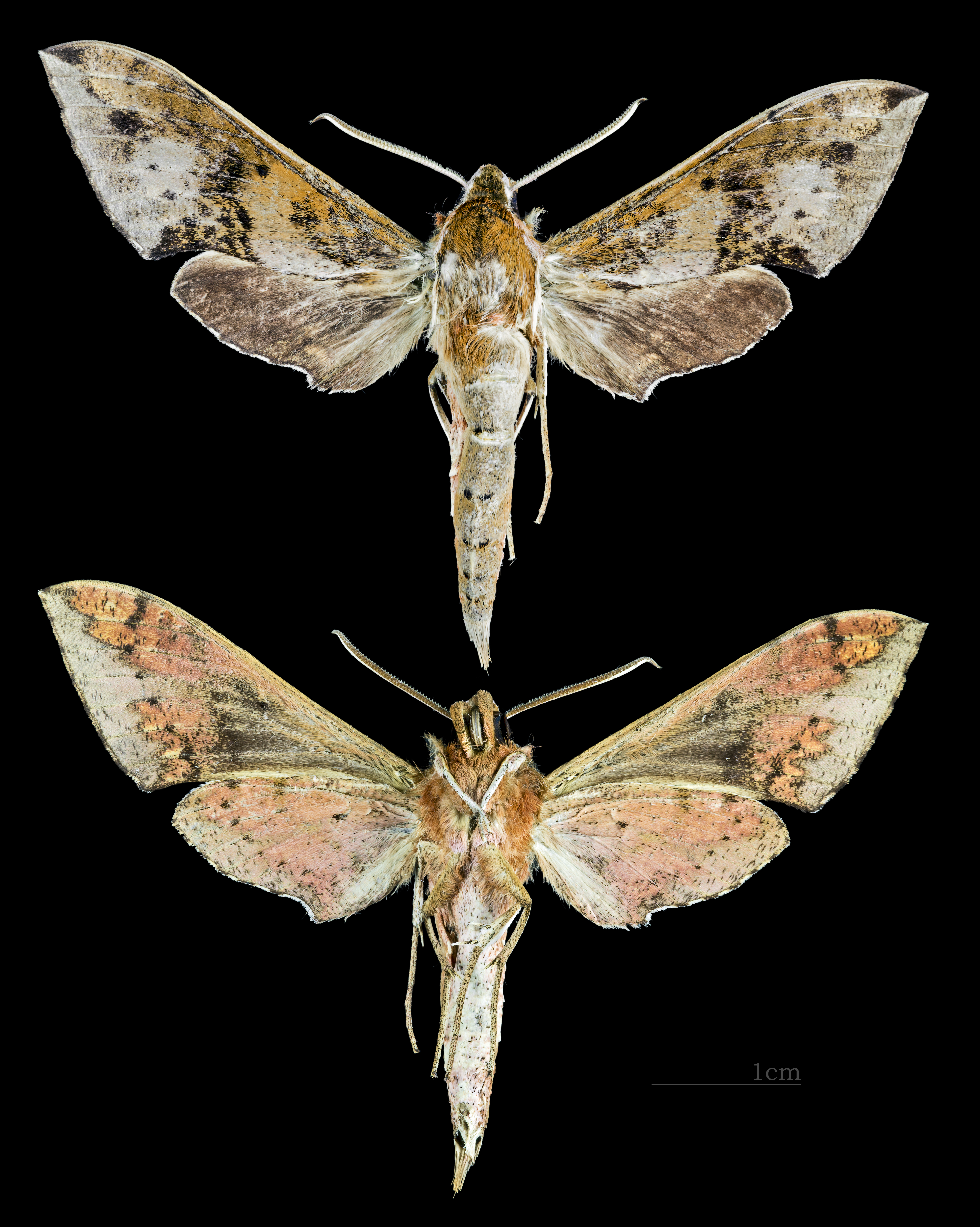
Rhagastis
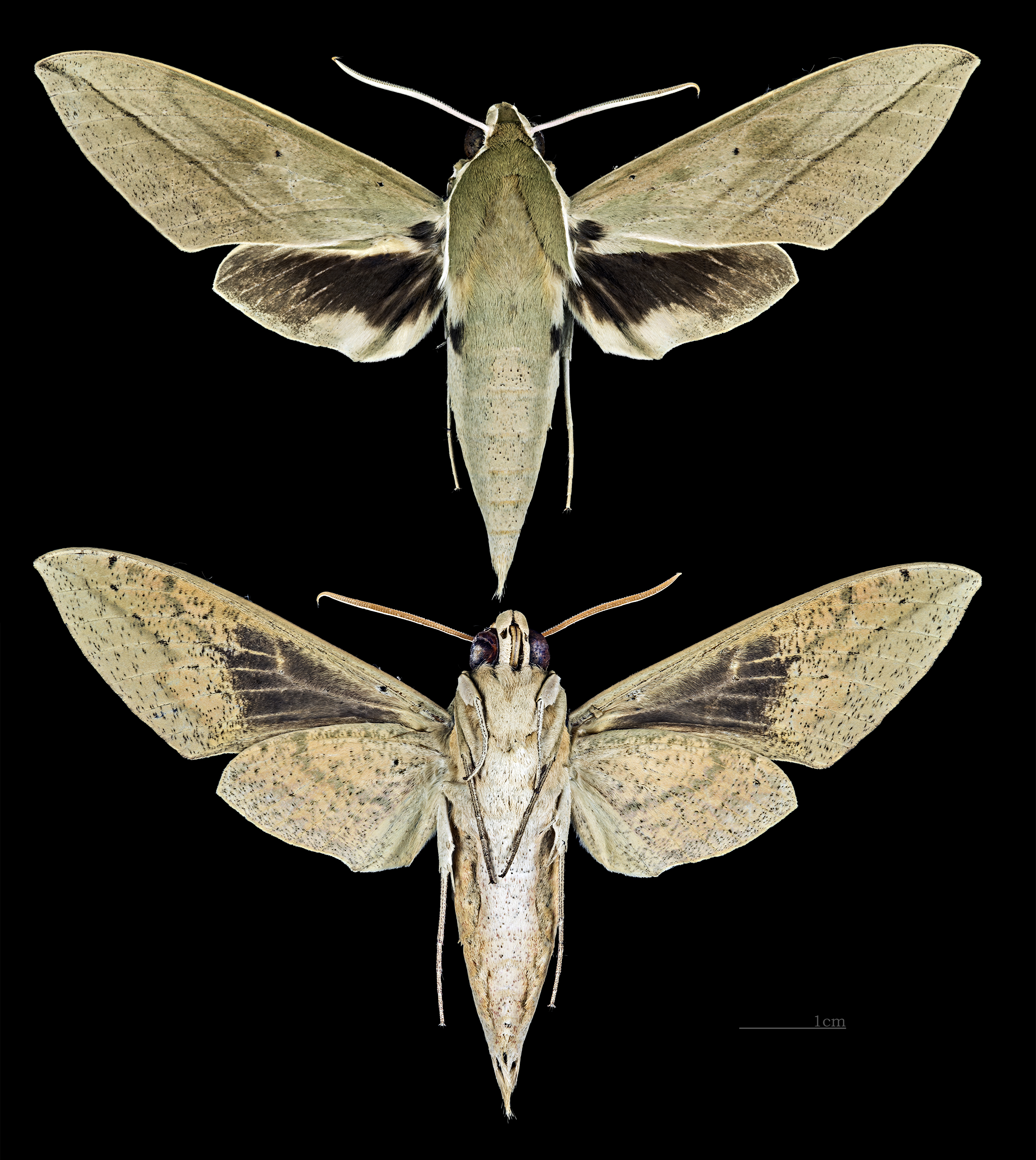
Theretra
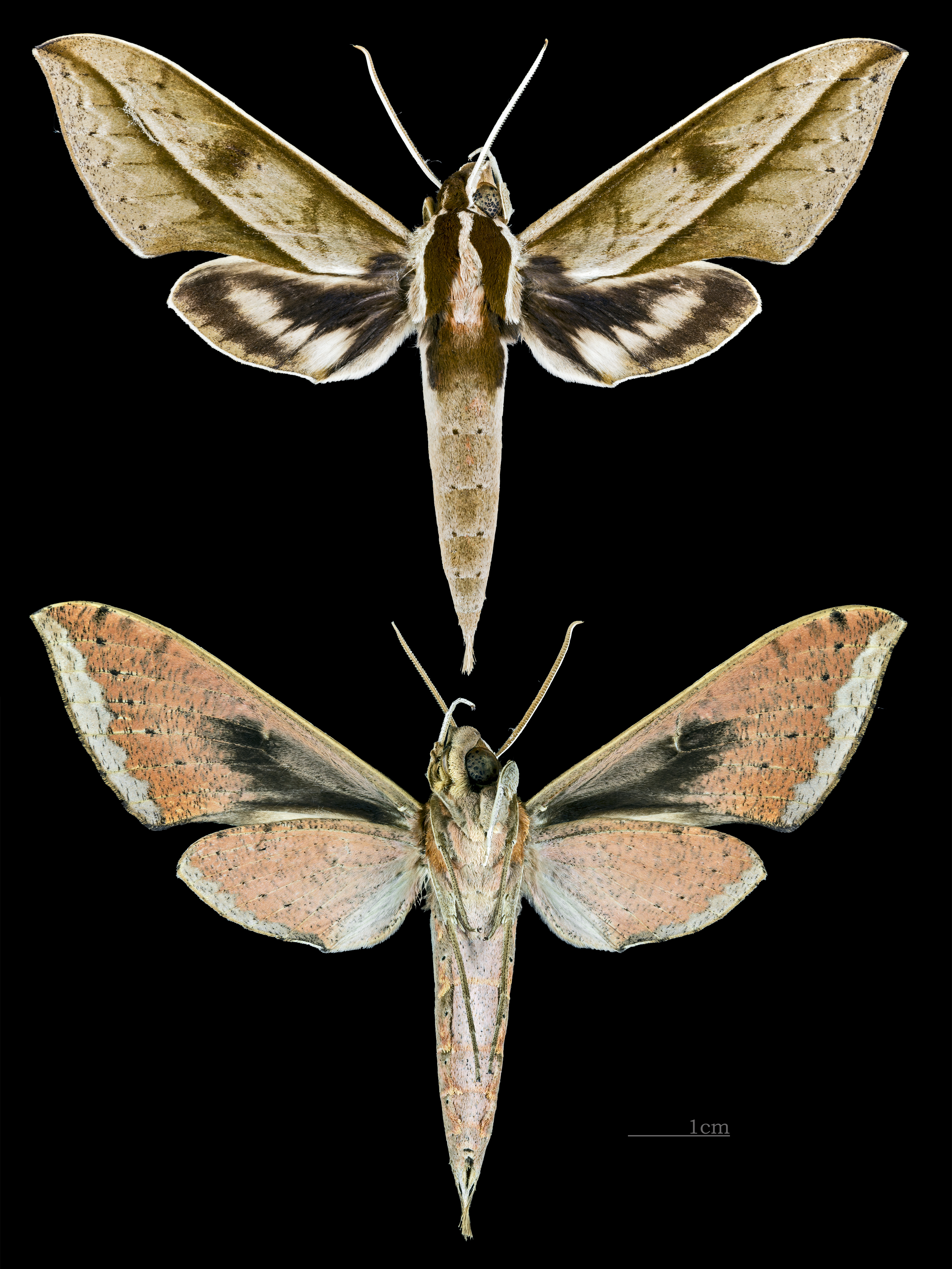
Xylophanes

- Sottotribù Macroglossina Harris, 1839
  - Genere Acosmerycoides Mell, 1922
  - Genere Acosmeryx Boisduval, 1875
  - Genere Altijuba Lachlan, 1999
  - Genere Ampelophaga Bremer & Grey, 1853
  - Genere Amphion Hübner, 1819
  - Genere Angonyx Boisduval, 1874
  - Genere Antinephele Holland, 1889
  - Genere Atemnora Rothschild & Jordan, 1903
  - Genere Cizara Walker, 1856
  - Genere Clarina Tutt, 1903
  - Genere Dahira Moore, 1888
  - Genere Daphnis Hübner, 1819
  - Genere Darapsa Walker, 1856
  - Genere Deidamia (zoologia) Clemens, 1859
  - Genere Elibia Walker, 1856
  - Genere Enpinanga Rothschild & Jordan, 1903
  - Genere Eupanacra Cadiou & Holloway, 1989
  - Genere Euproserpinus Grote & Robinson, 1865
  - Genere Eurypteryx Felder, 1874
  - Genere Giganteopalpus Huwe, 1895
  - Genere Gnathothlibus Wallengren, 1858
  - Genere Hayesiana Fletcher, 1982
  - Genere Hypaedalea Butler, 1877
  - Genere Leucostrophus Rothschild & Jordan, 1903
  - Genere Maassenia Saalmüller, 1884
  - Genere Macroglossum Scopoli, 1777
  - Genere Micracosmeryx Mell, 1922
  - Genere Microsphinx Rothschild & Jordan, 1903
  - Genere Neogurelca Hogenes & Treadaway, 1993
  - Genere Nephele Hübner, 1819
  - Genere Odontosida Rothschild & Jordan, 1903
  - Genere Philodila Rothschild & Jordan, 1903
  - Genere Proserpinus Hübner, 1819
  - Genere Pseudenyo Holland, 1889
  - Genere Pseudoangonyx Eitschberger, 2010
  - Genere Rethera Rothschild & Jordan, 1903
  - Genere Sphecodina Blanchard, 1840
  - Genere Sphingonaepiopsis Wallengren, 1858
  - Genere Temnora Walker, 1856
  - Genere Temnoripais Rothschild & Jordan, 1903
  - Genere Zacria Haxaire & Melichar, 2003

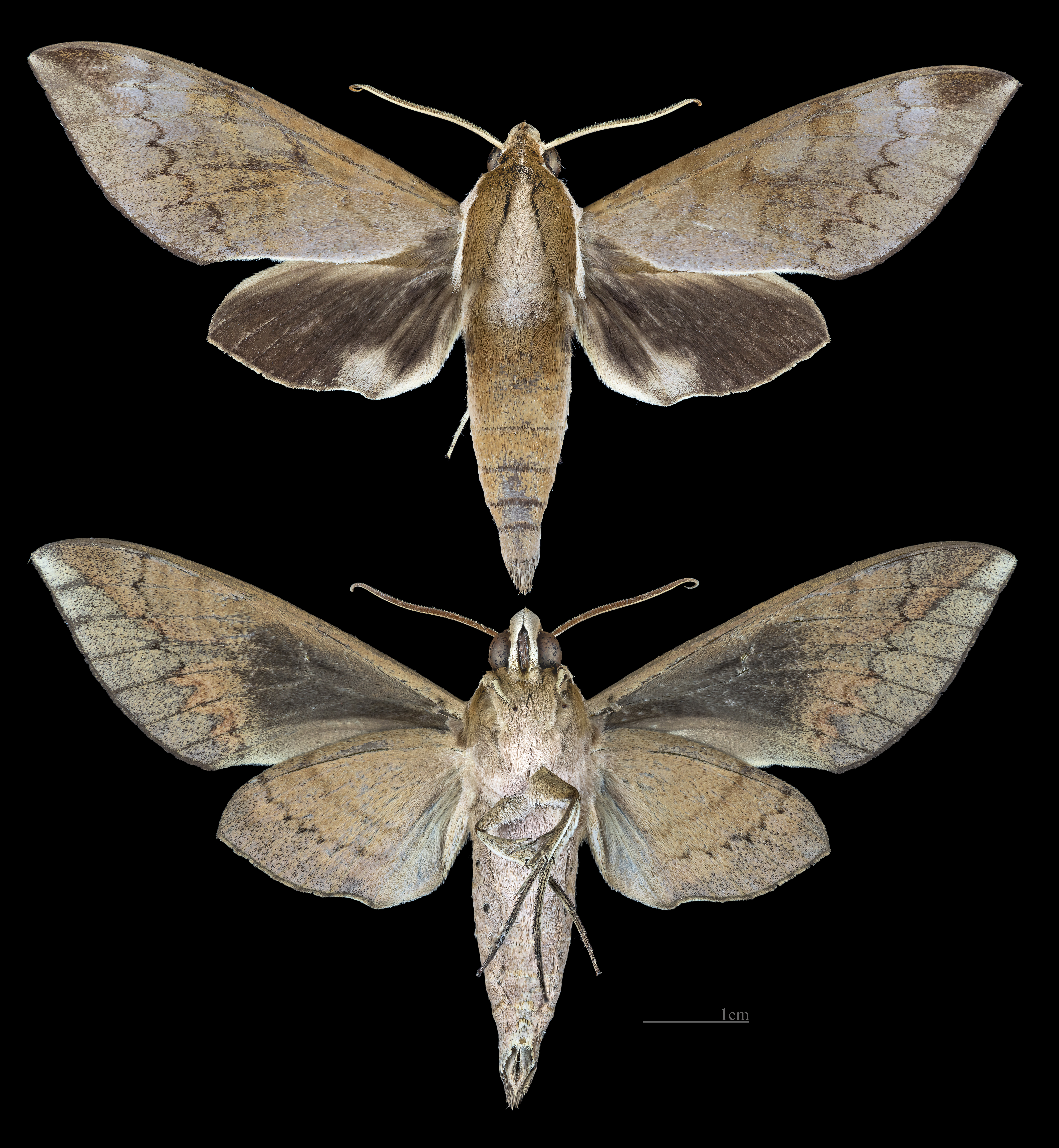
Acosmerycoides
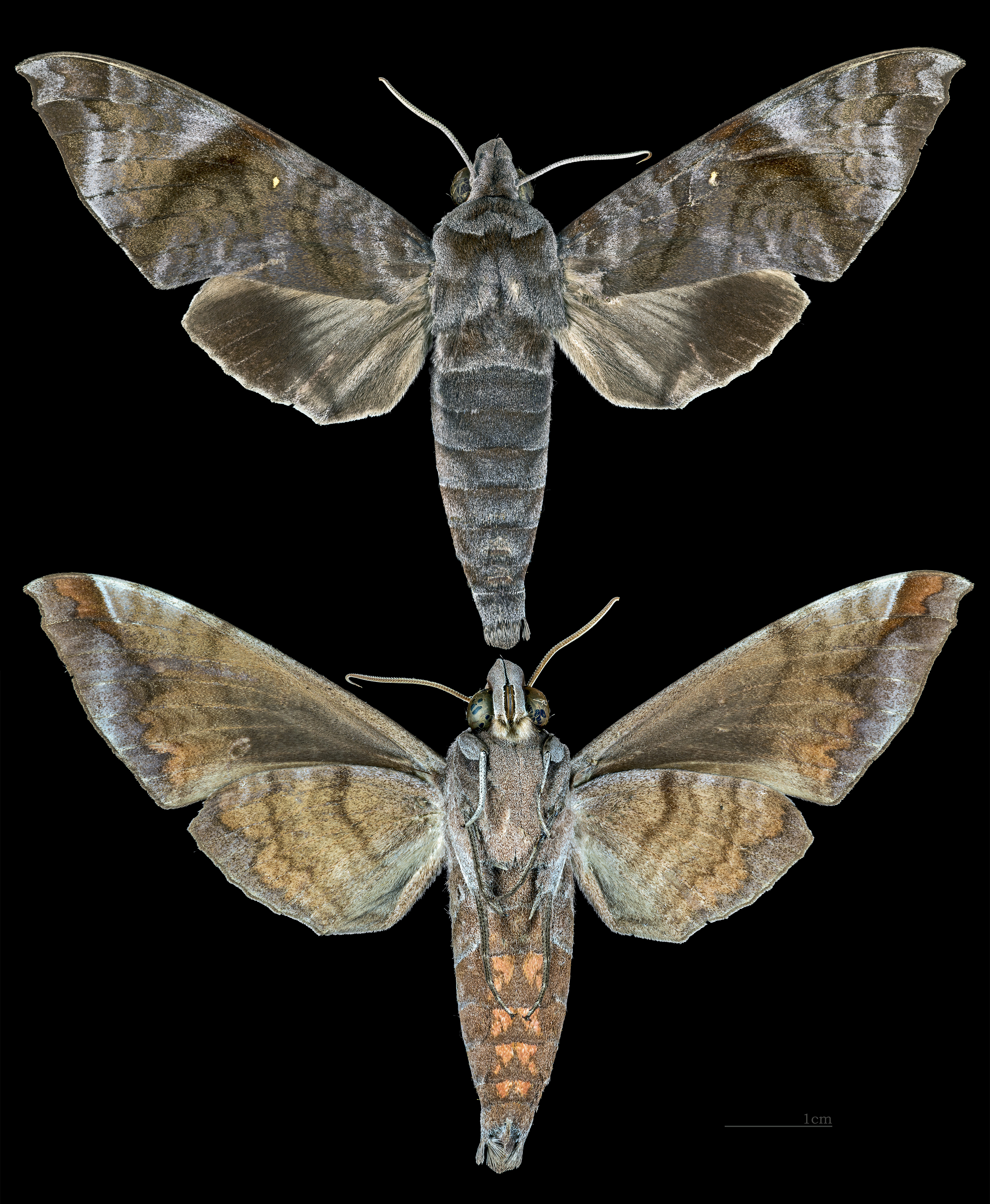
Acosmeryx
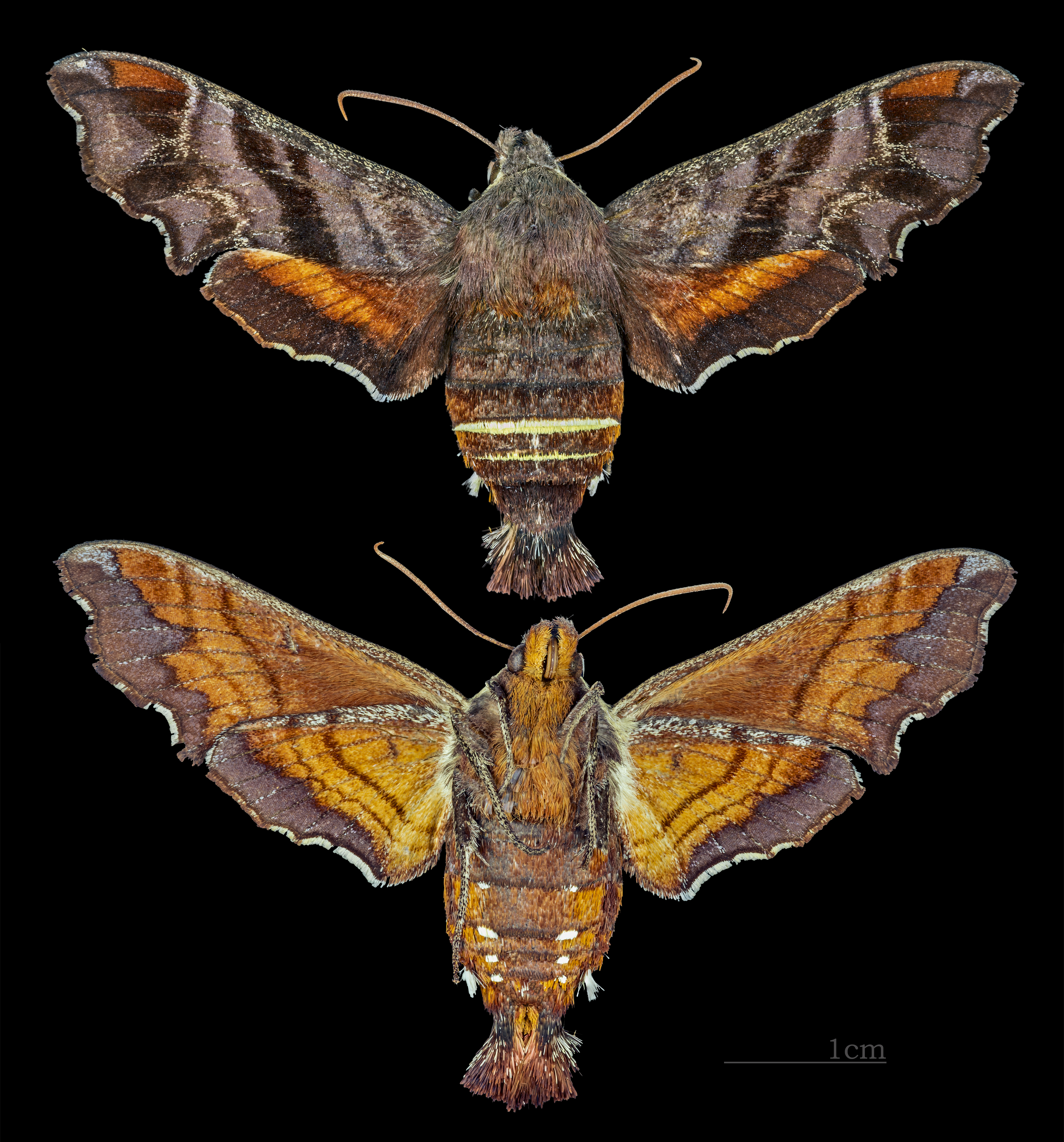
Amphion
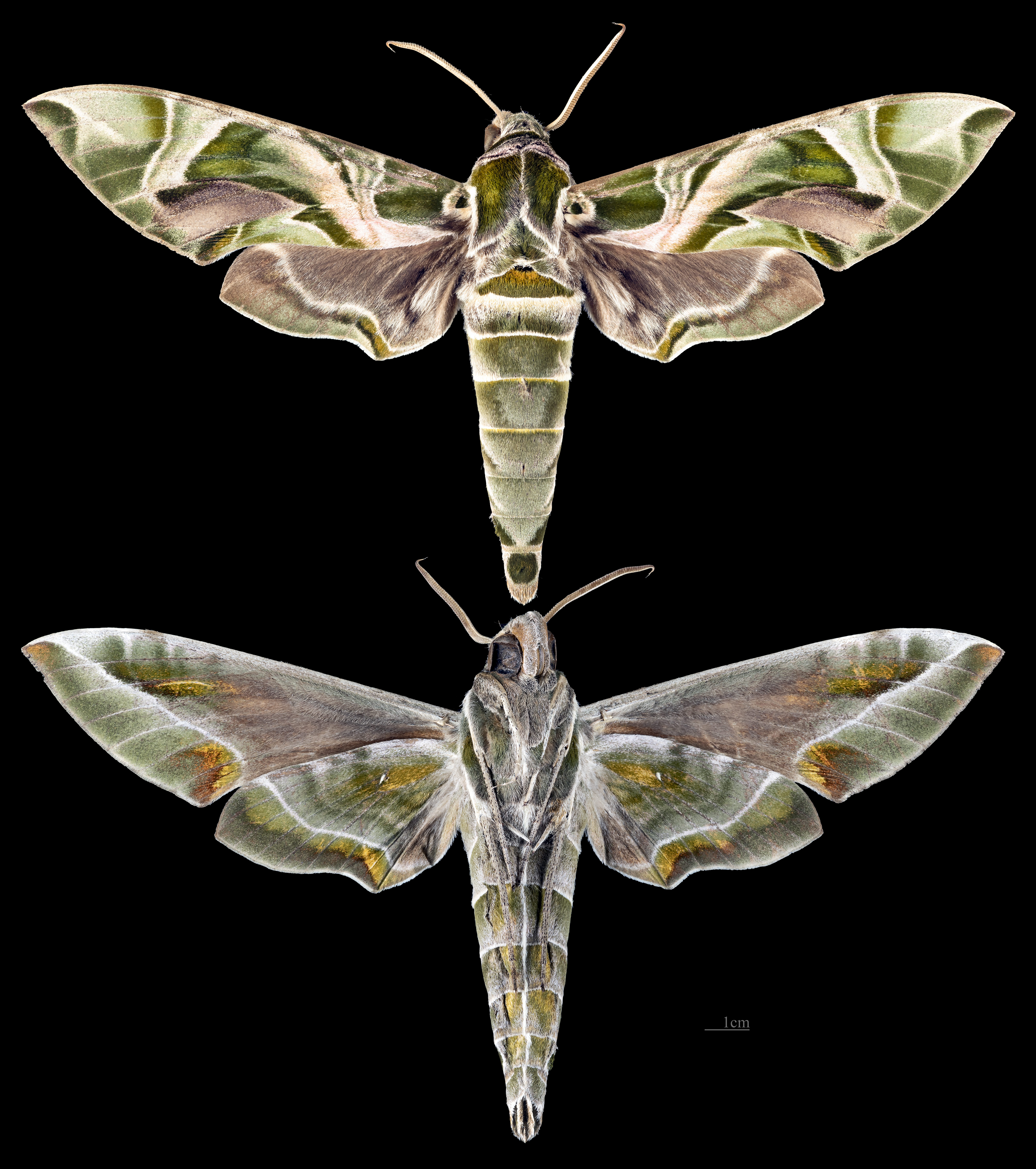
Daphnis
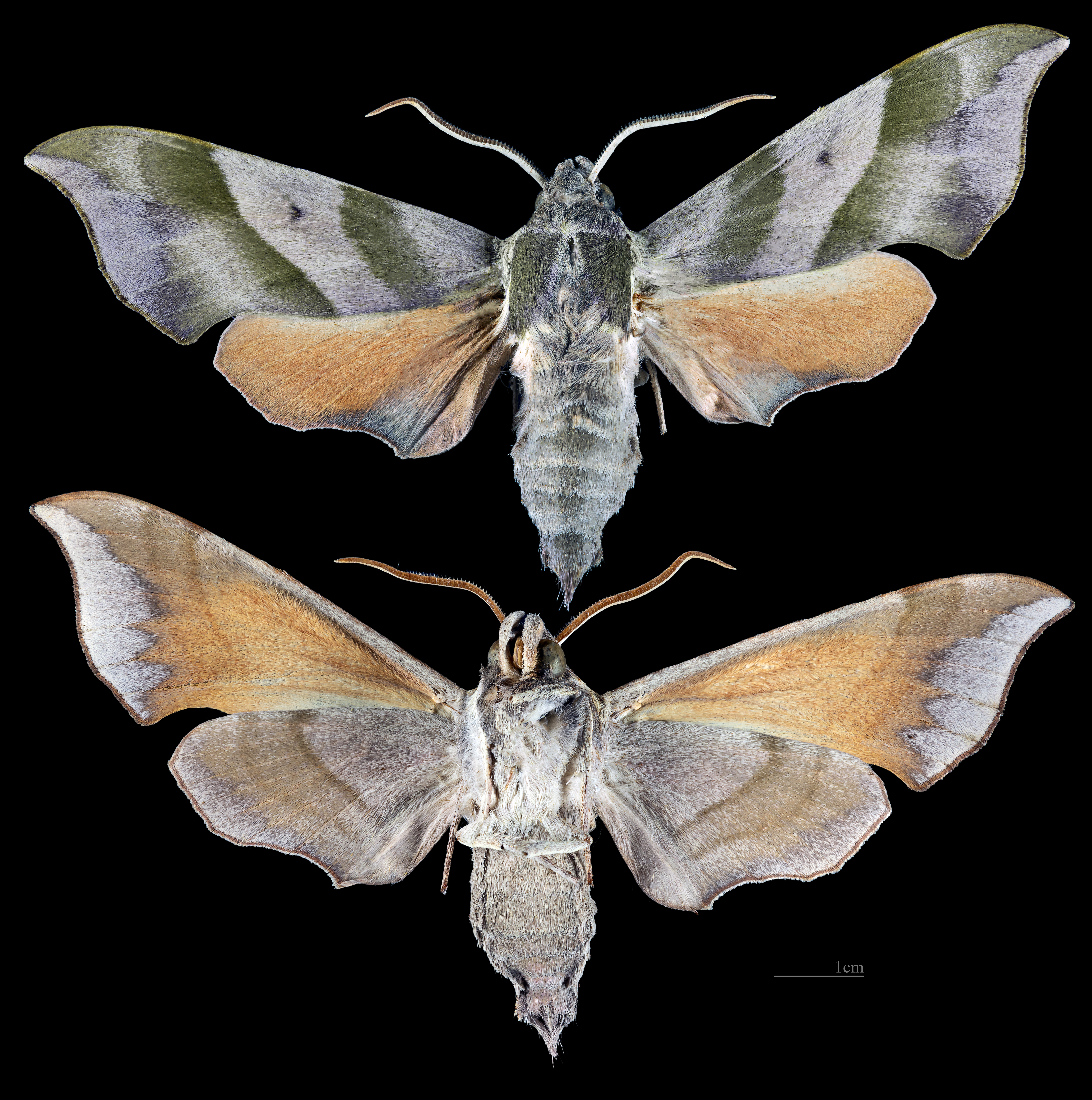
Darapsa
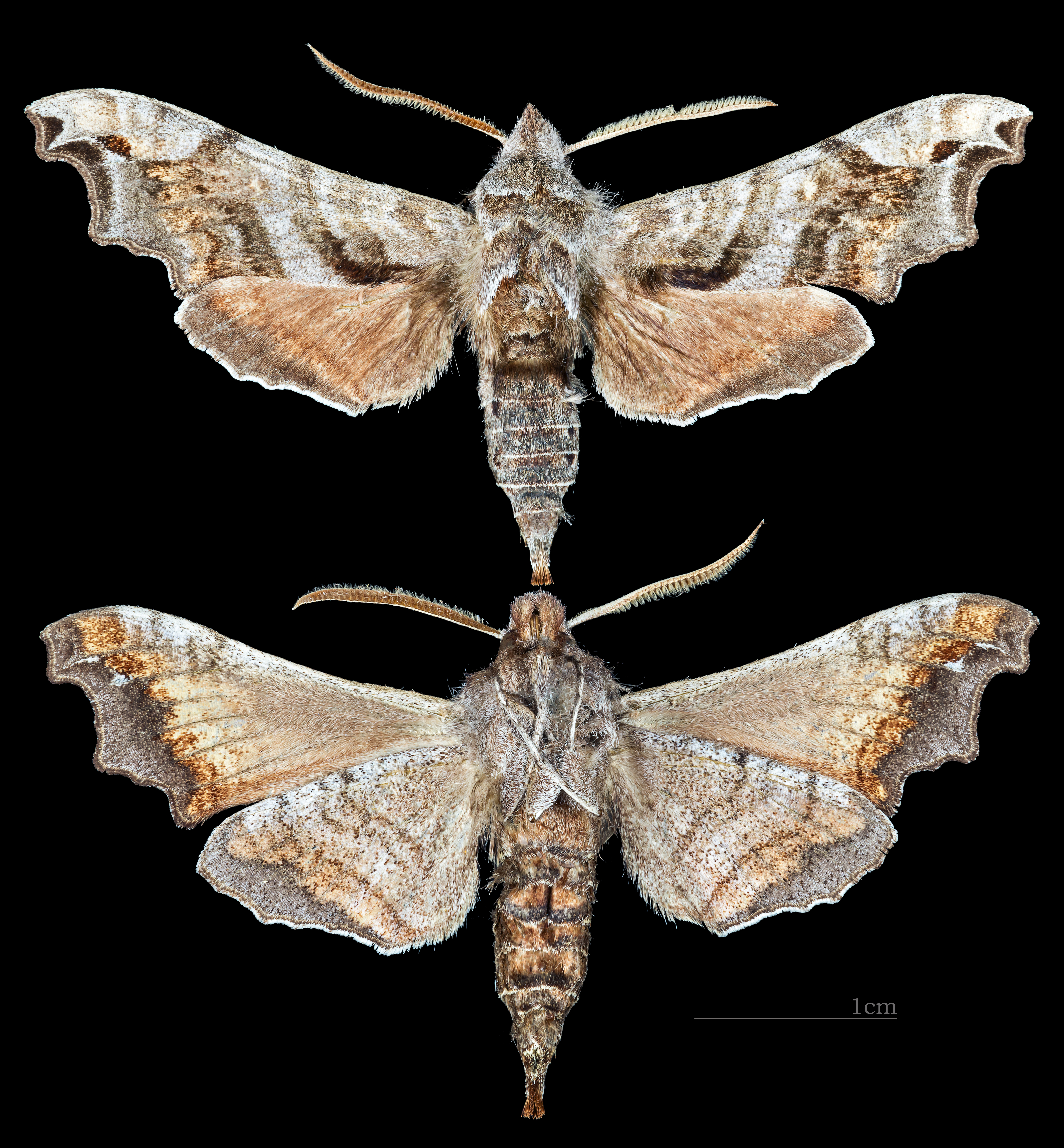
Deidamia (zoologia)
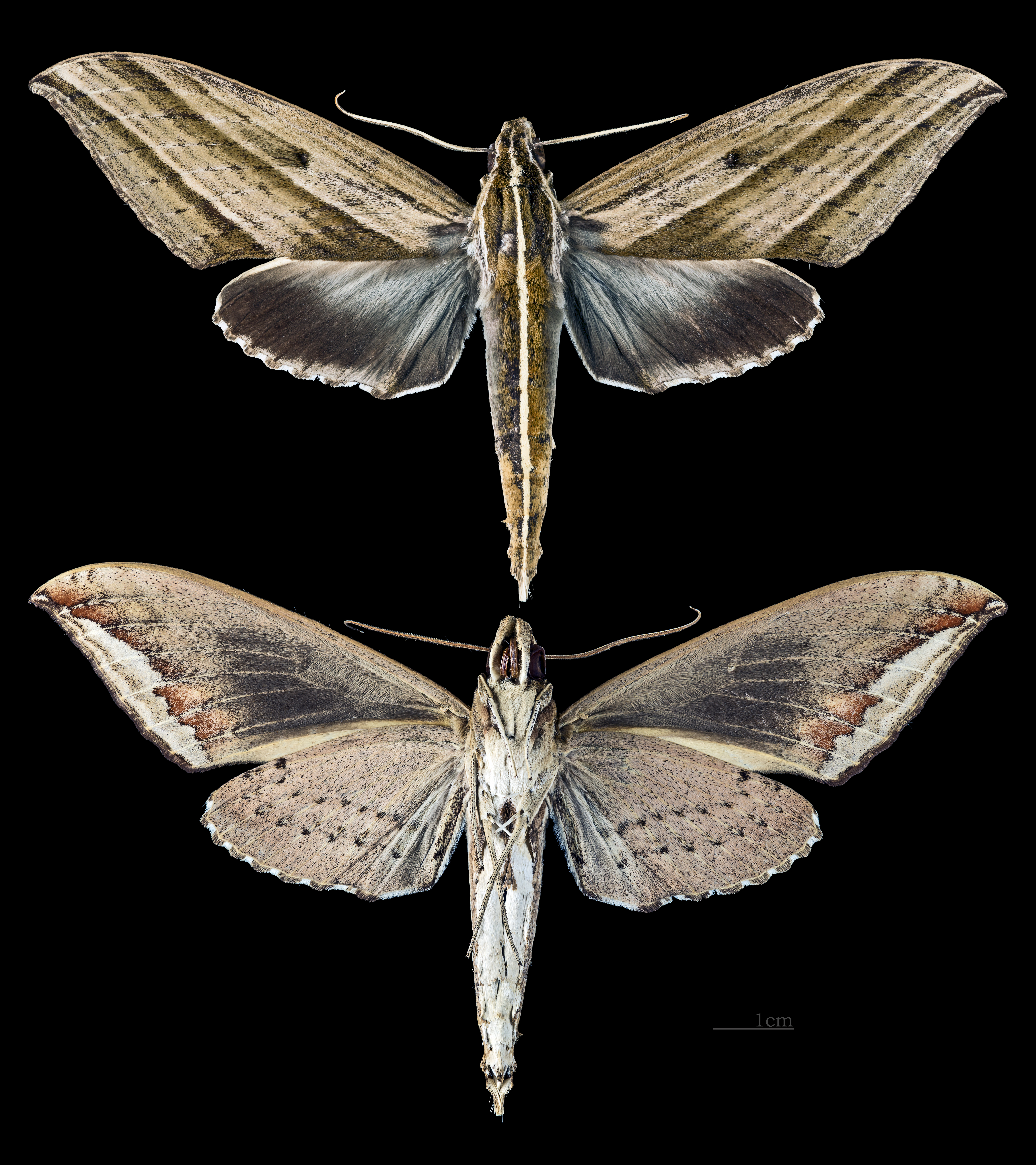
Elibia
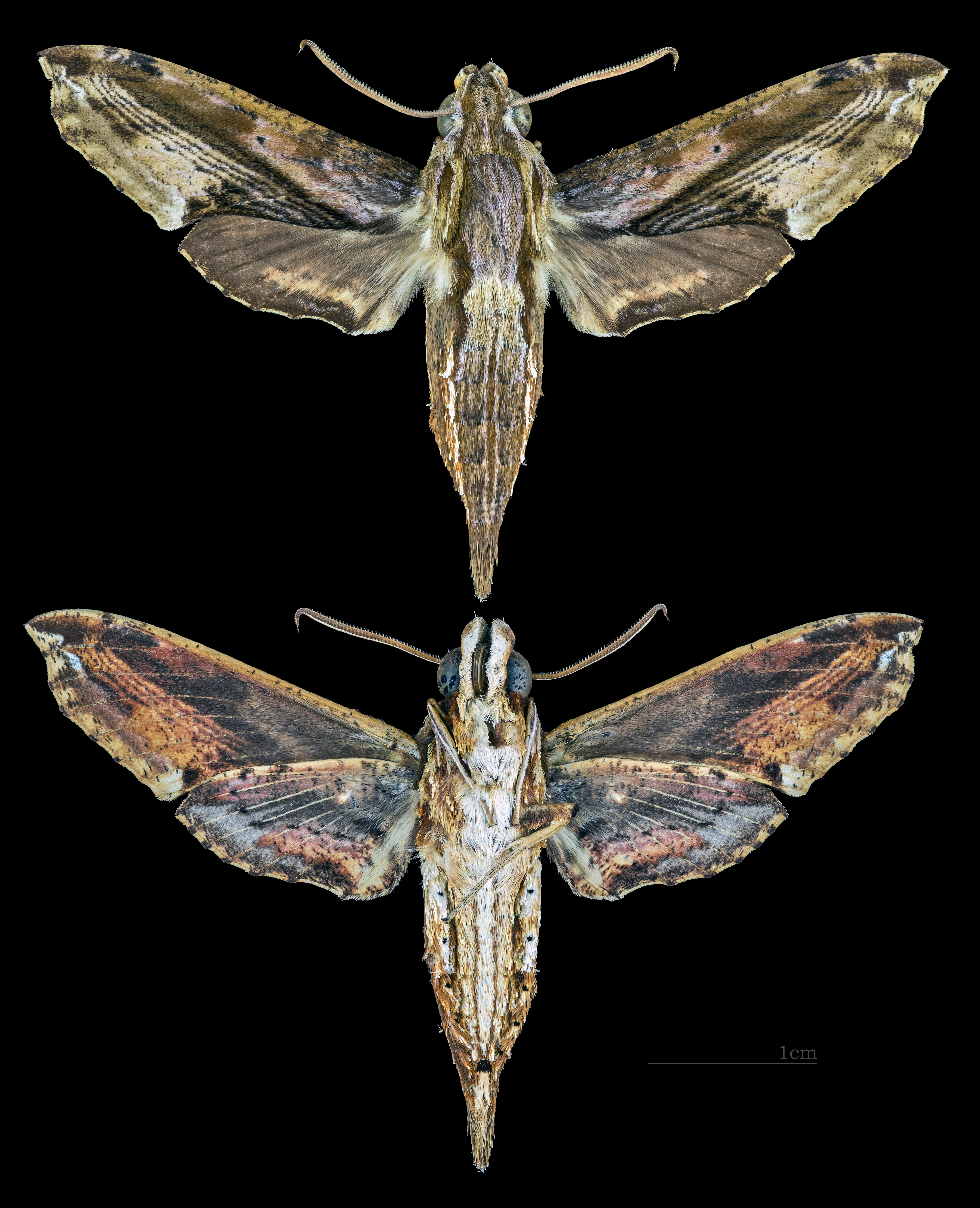
Eupanacra
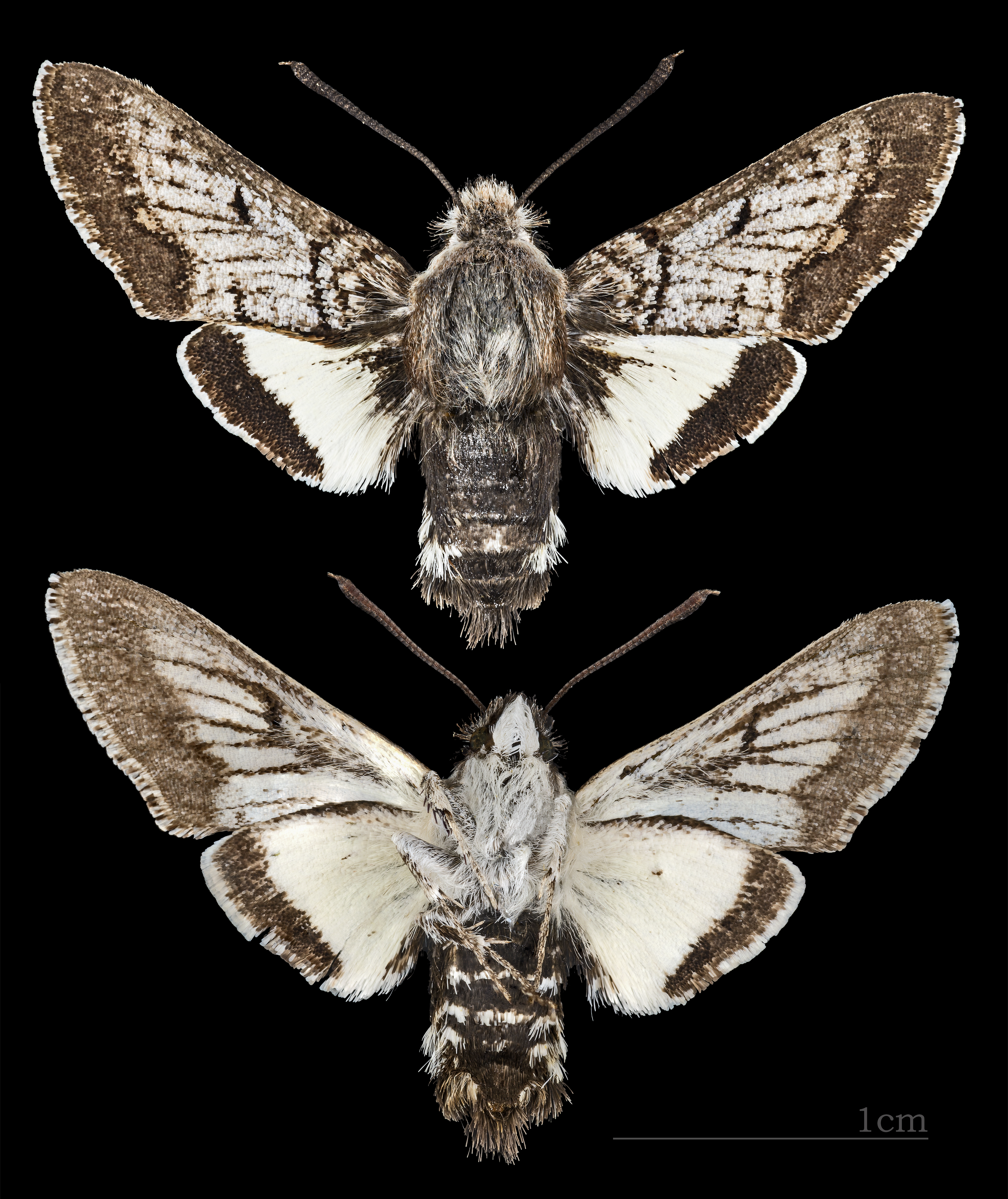
Euproserpinus
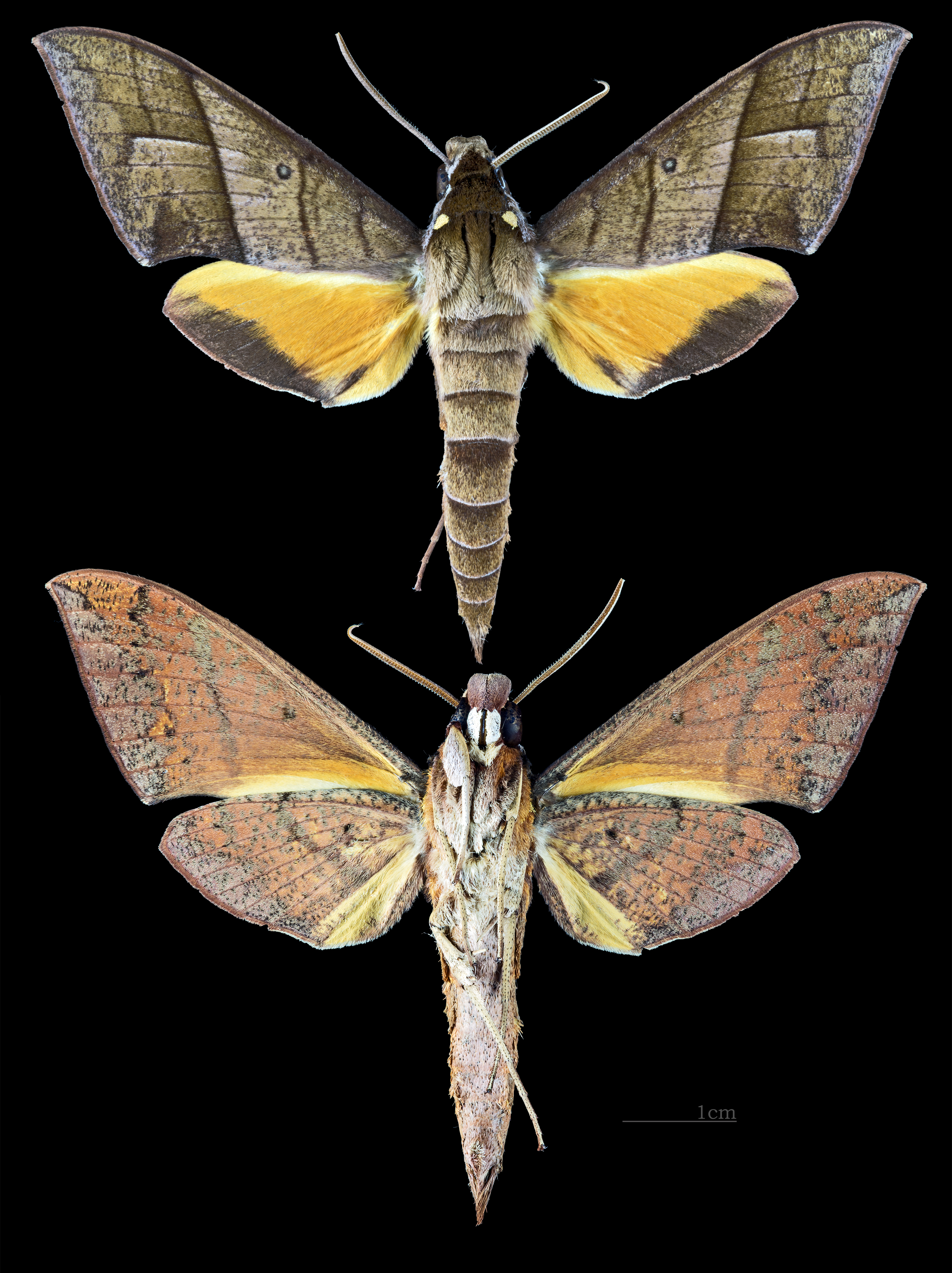
Gnathothlibus
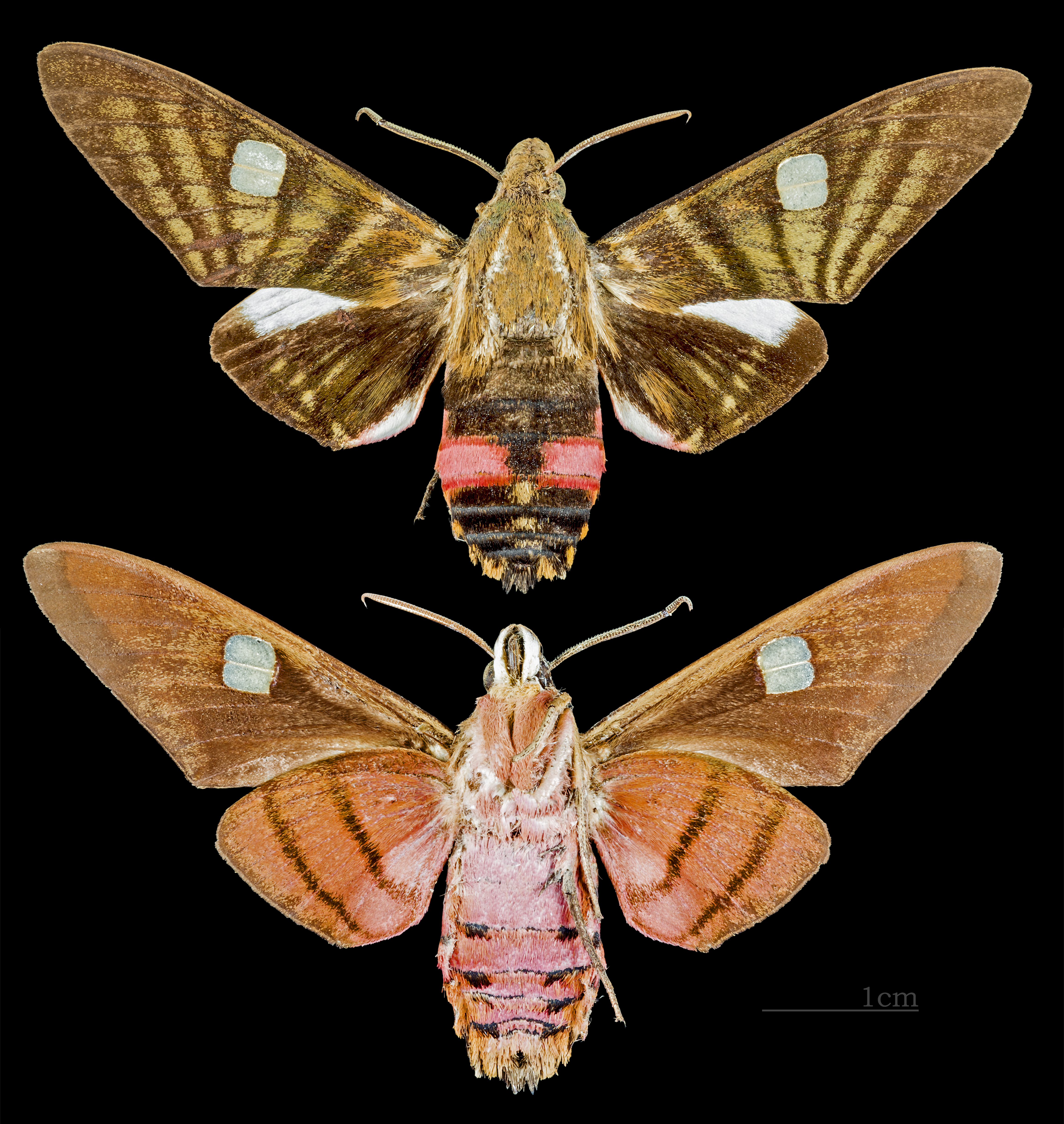
Hayesiana
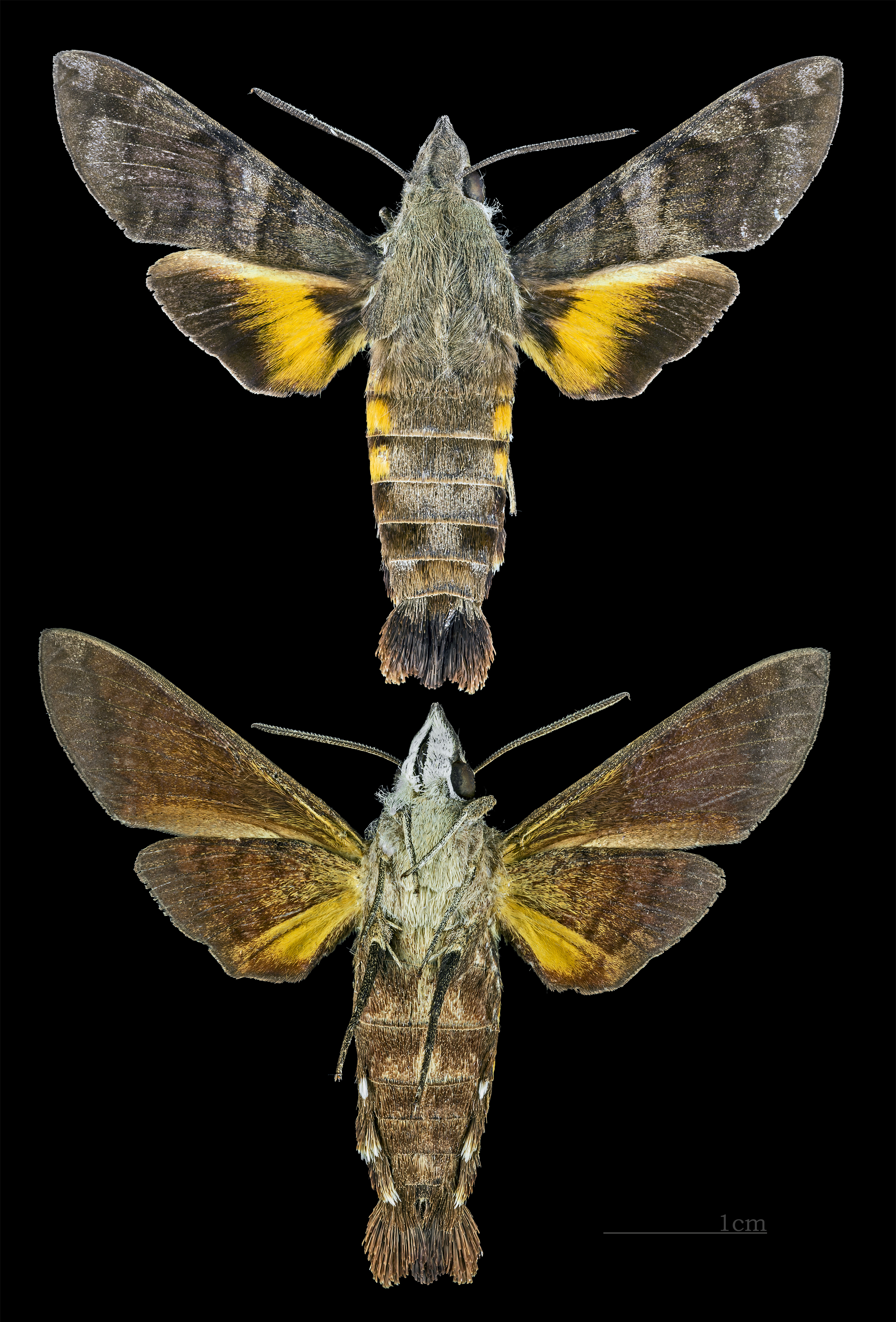
Macroglossum
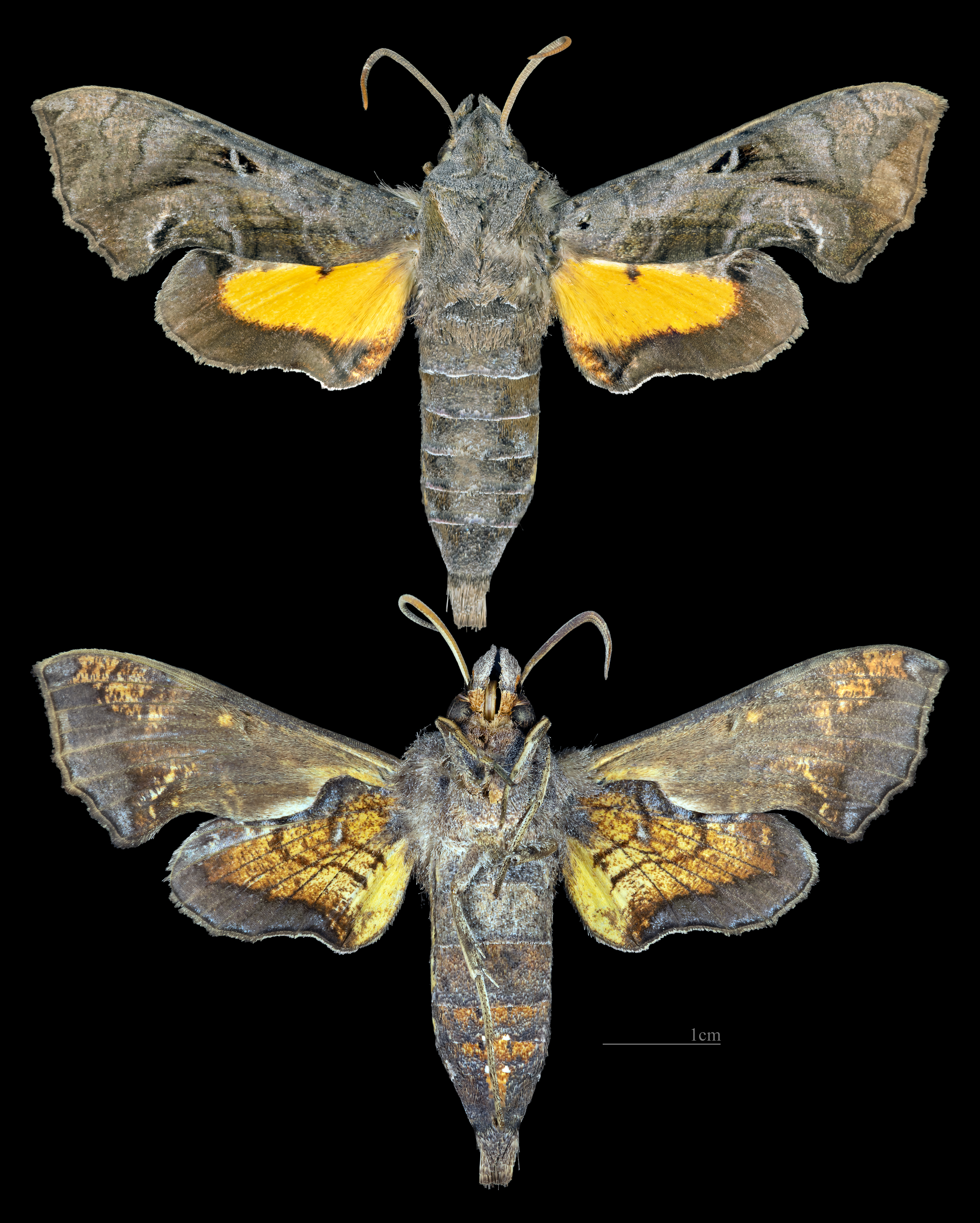
Neogurelca
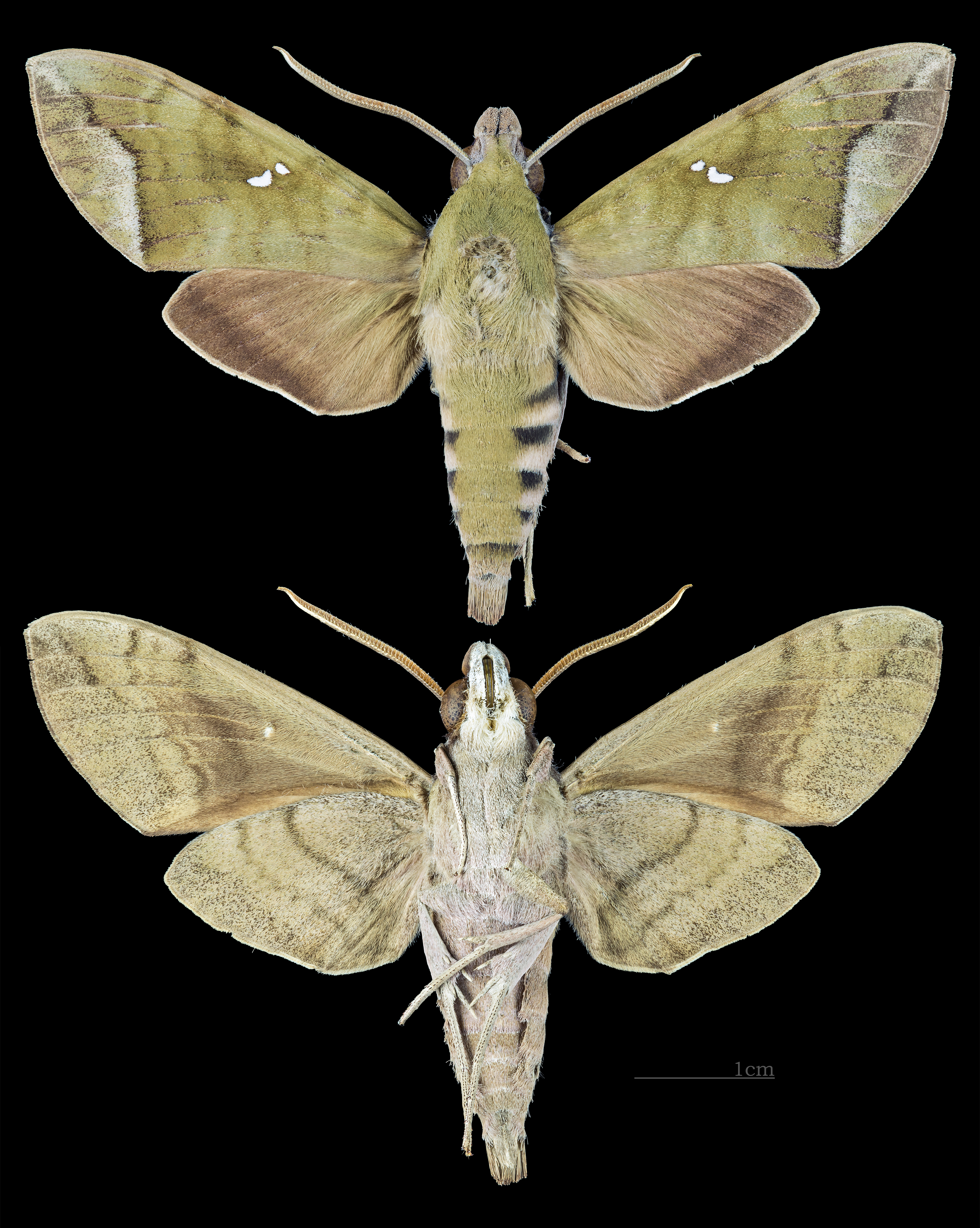
Nephele
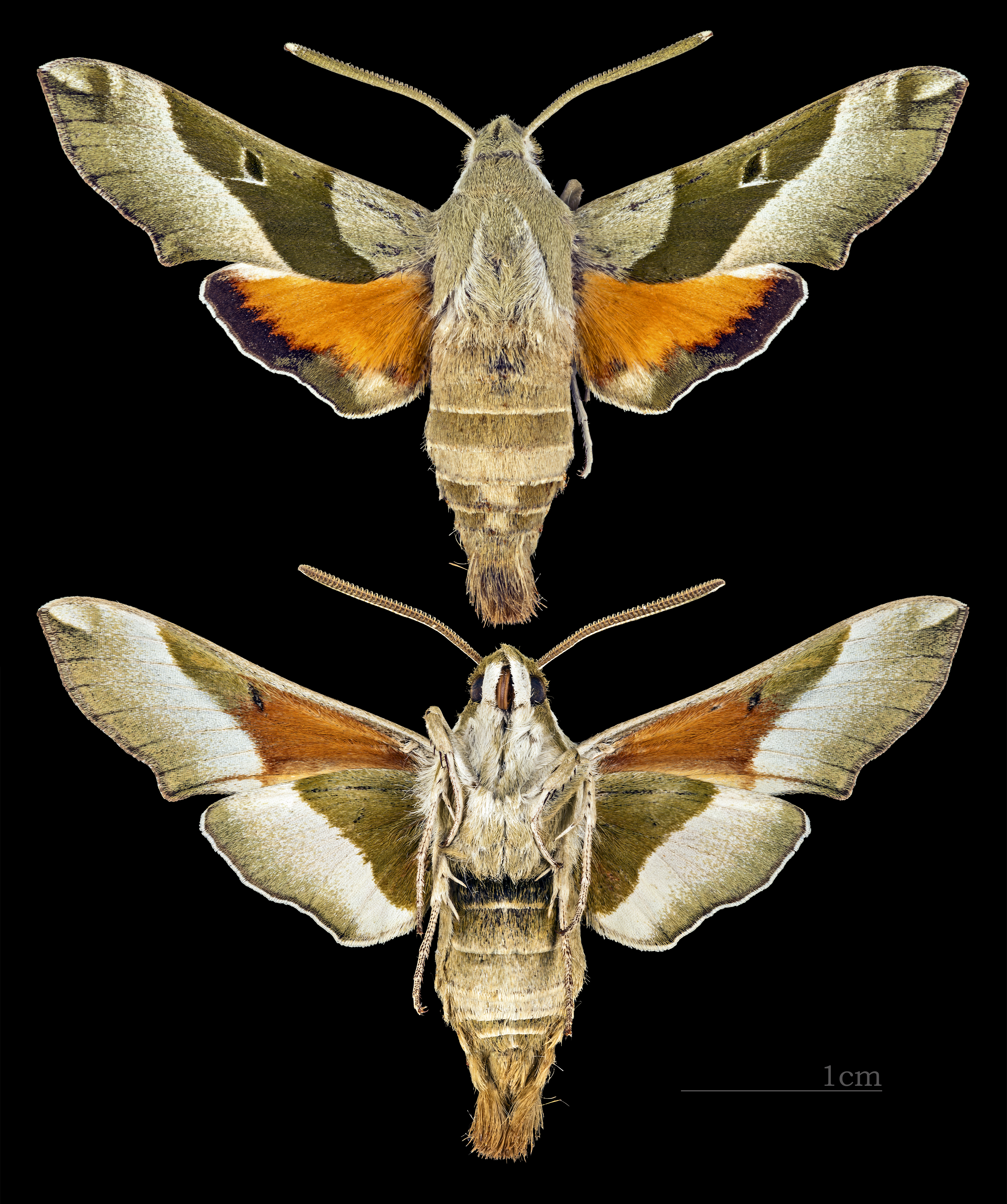
Proserpinus
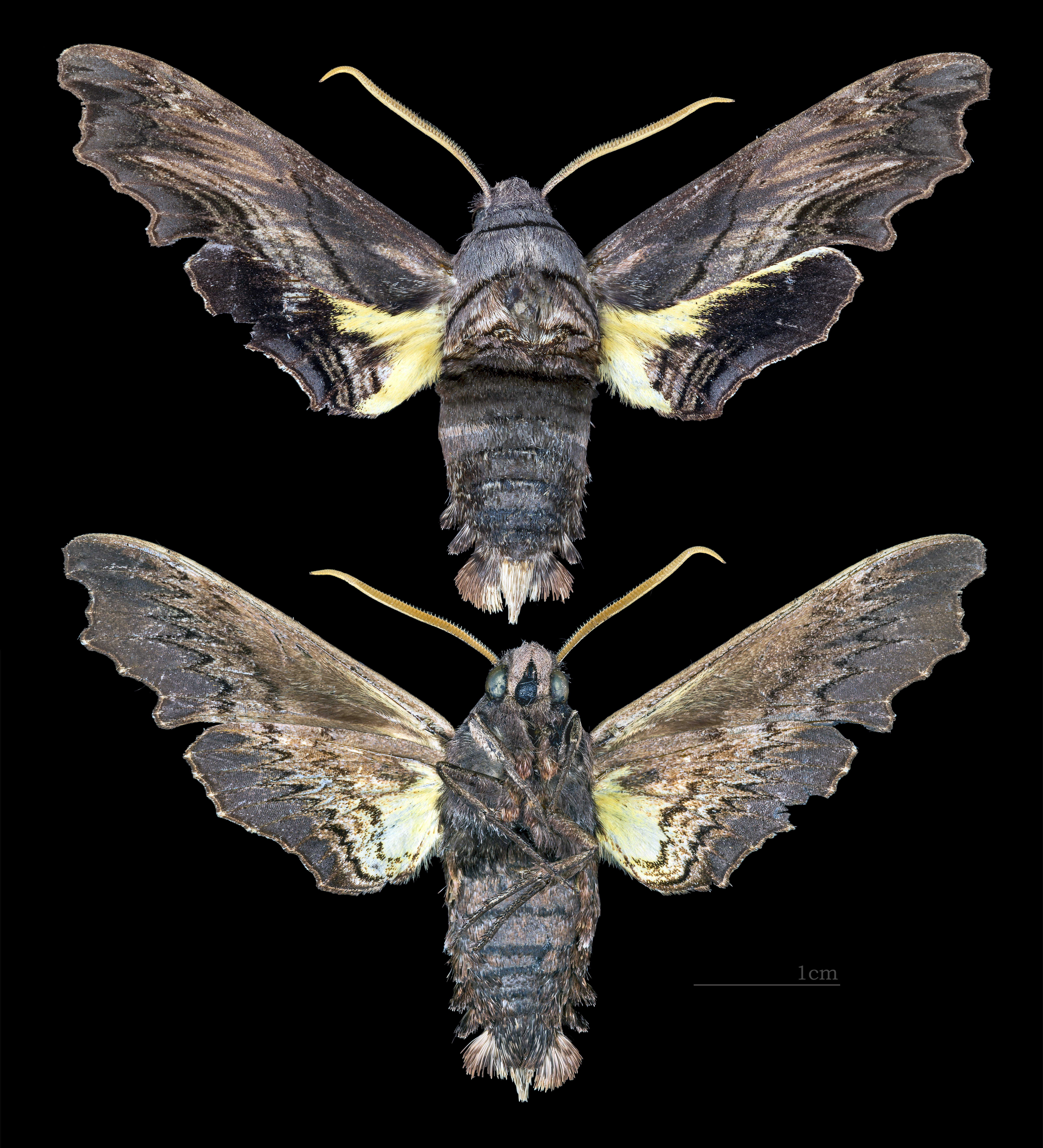
Sphecodina

### Sinonimi
Non sono stati riportati sinonimi.